# Стечкин, Борис Сергеевич
Бори́с Серге́евич Сте́чкин (24 июля [5 августа] 1891, дер. Труфаново, Тульская губерния, Российская империя — 2 апреля 1969, Москва) — русский и советский учёный и конструктор в области тепловых и авиационных двигателей, академик АН СССР с 1953 года (член-корреспондент с 1946 года). Герой Социалистического Труда (1961), лауреат Ленинской (1957) и Сталинской (1946) премий.

## Биография
Родился 24 июля (5 августа) 1891 года в деревне Труфаново Алексинского уезда Тульской губернии (ныне городского округа Тула) в дворянской семье Стечкиных.
Среднее образование получил в Орловском кадетском корпусе, которое окончил в 1908 году. По окончании корпуса поступил на механический факультет Императорского Московского технического училища. В это время там преподавал профессор Николай Егорович Жуковский (двоюродный брат его отца), и Стечкин стал членом его авиационного кружка. Во время обучения Стечкин также работал в качестве инженера и конструктора; совместно с Владимиром Петровичем Ветчинкиным он рассчитывал для Петра Николаевича Нестерова его знаменитую «мёртвую петлю».
Чтобы продолжать работу с Жуковским, подал прошение о продлении обучения в училище и учился там до 1918 года.
С 1915 по 1917 год Стечкин совместно с Александром Александровичем Микулиным работал в лаборатории по военным изобретениям Николая Николаевича Лебеденко. Там они создали прицел для бомбометания с легендарного «Ильи Муромца». Также в процессе работы над проектом «Царь-танка» создали свой первый мотор АМБС-1 (сокращение от Александр Микулин и Борис Стечкин). Двигатель имел выдающиеся по тем временам характеристики и конструкторские решения (например, впрыск топлива в цилиндры), но был изготовлен из некачественных материалов и проработал всего несколько минут, после чего его шатуны погнулись. События 1917 года в России и прекращение финансирования остановили доработку этого двигателя, но опыт пригодился и Стечкину, и Микулину, который стал впоследствии ведущим конструктором поршневых авиационных двигателей в СССР.
Окончил училище в 1918 году. По представлению Жуковского остался работать на кафедре для подготовки к званию профессора. В 1921 году Б. С. Стечкин избран профессором.
В 1920-х годах Стечкин стал одним из наиболее авторитетных специалистов в стране в области авиамоторостроения, вносившим заметный вклад в теорию поршневых двигателей внутреннего сгорания. В 1929 в журнале «Техника Воздушного Флота» он опубликовал статью «Теория воздушного реактивного двигателя», где впервые сформулировал принципы, ставшие основополагающими в этой отрасли техники.
Б. С. Стечкин является автором многих теоретических работ и практических методик тепловых и газодинамических расчётов тепловых двигателей и лопаточных машин. В то же время он проявил себя и как значительный конструктор-практик. С 1931 по 1933 год в конструкторском бюро под его руководством были спроектированы, построены и успешно прошли стендовые испытания быстроходные авиационные дизели ЯГГ, ПГЕ и КОДЖУ, была завершена работа над тысячесильным ФЭД-8. Хотя эти двигатели и не пошли в серийное производство, заложенные в них на стадии проектирования прогрессивные идеи стали фундаментом для создания под руководством Стечкина и при его участии в 1933—1937 годах двух оригинальных авиационных дизелей.
Работая в различных научных и конструкторских организациях, Б. С. Стечкин тесно сотрудничал с выдающимися деятелями отечественной науки и техники, в том числе с Николаем Егоровичем Жуковским, Фридрихом Артуровичем Цандером, Сергеем Павловичем Королёвым, Андреем Николаевичем Туполевым, Александром Александровичем Микулиным и другими.
Принимал активное участие в создании целого ряда ведущих научно-исследовательских центров по изучению проблем авиации и ракетостроения, в том числе: ЦАГИ (заведующий винтомоторным отделом), ВВИА имени Жуковского, Института двигателей АН СССР (1951), первым директором которого он являлся. В начале 1930 года стал заместителем директора по науке Научно-исследовательского института авиамоторостроения (впоследствии ЦИАМ). В 1929—1930 годах в составе делегации советских инженеров ездил в США для закупки машин для промышленности.
В 1933—1935 годах работал начальником научно-исследовательского отдела, с 1935 — заместитель начальника ЦИАМ. Значительную часть научной деятельности Б. С. Стечкина составляла преподавательская работа. Он был профессором МВТУ (1921—1927), МАИ (1933—1937), ВВИА имени Н. Е. Жуковского (1921—1954), МАДИ (1954—1969).
В романе Александра Бека «Талант (жизнь Бережкова)», посвящённом биографии конструктора авиационных двигателей А. А. Микулина, учёный выведен под именем Сергея Ганьшина.

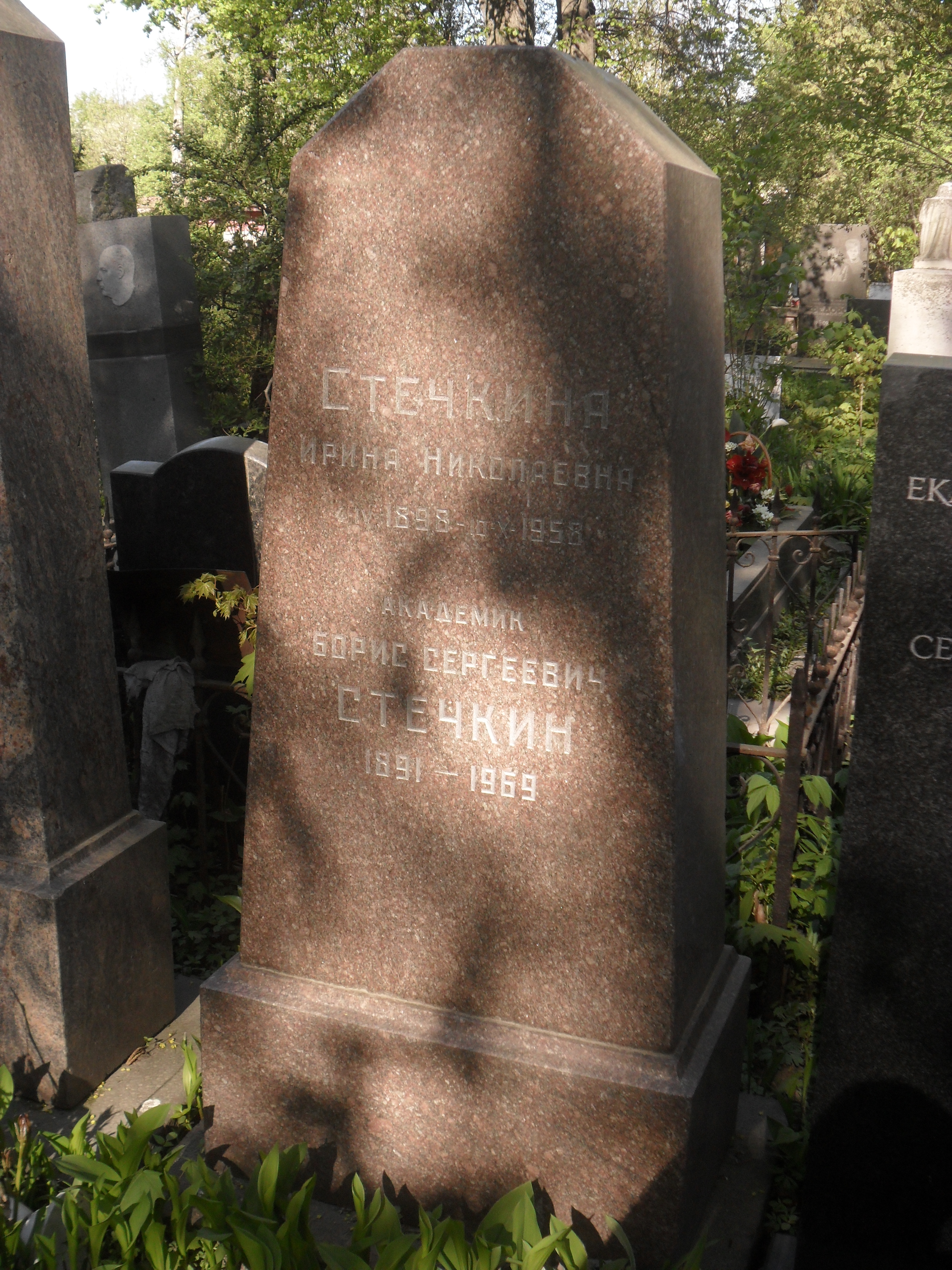
Могила Стечкина на Новодевичьем кладбище Москвы.

Несмотря на все свои заслуги перед страной, Стечкин дважды подвергся сталинским репрессиям. В первый раз он был арестован 20 октября 1930 года по делу Промпартии, осуждён на тюремное заключение сроком 3 года, но, благодаря вмешательству академика Сергей Алексеевича Чаплыгина освобождён досрочно в конце 1931 года в связи с пересмотром дела.
Во второй раз он был арестован в декабре 1937 года. До 1943 года Б. С. Стечкин находился в заключении, работая в закрытом конструкторском бюро НКВД ЦКБ-29 («Туполевская шарага») и КБ-1 ОКБ-16 НКАП (с 1942). Это помешало поступлению в Московский университет его сыну — Сергею Борисовичу Стечкину, впоследствии ставшему профессором этого университета.
Данный период жизни Стечкина затронут в романе Александра Исаевича Солженицына «В круге первом», а также в книге воспоминаний Леонида Львовича Кербера «Туполевская шарага». Об арестах упоминалось ещё в биографии Стечкина советских времён: Феликс Чуев. «Стечкин». М., 1979. С. 111—112, 132.
В 1943 году Б. С. Стечкин был освобождён по ходатайству А. А. Микулина перед Сталиным в связи с созданием завода опытных образцов авиадвигателей, на роль научного руководителя которого Микулин предлагал кандидатуру Стечкина. Начиная с 1943 года Стечкин являлся заместителем Микулина по научной части.
Одновременно с 1951 был председателем Комиссии АН СССР по газовым турбинам, с 1953 возглавлял автомобильную лабораторию поршневых двигателей, на базе которой позже был создан Институт двигателей АН СССР и он стал его директором. В 1958 по научной линии совершил официальный визит в КНР, где имел встречу с Мао Цзэдуном.
В 1962 году Институт двигателей был упразднён, и Стечкин в 1963 году перешёл в Институт механики АН СССР, затем в Автодорожный институт. Позже работал у Сергея Павловича Королёва, научным руководителем отдела в ОКБ-1.
Член-корреспондент (1946), академик Академии Наук СССР (1953), действительный член Академии артиллерийских наук (1947).
Умер 2 апреля 1969 года на 78-м году жизни. Похоронен в Москве на Новодевичьем кладбище (участок № 3).

## Награды
- медаль «Серп и Молот» (05.08.1961)
- два ордена Ленина (24.01.1947, 05.08.1961)
- орден Трудового Красного Знамени (02.07.1945)
- орден Красной Звезды (18.08.1945)
- Ленинская премия (1957) — за создание самолёта Ту-104.
- Сталинская премия второй степени (1946) — за создание нового образца авиационного мотора и коренное усовершенствование существующего мотора
- медали «За победу над Германией в Великой Отечественной войне 1941—1945 гг.», «За доблестный труд в Великой Отечественной войне 1941—1945 гг.», «В память 800-летия Москвы» (1947)
- Королёвская космическая медаль[источник не указан 2935 дней].

## Семья
Приходился дальним родственником Н. Е. Жуковскому. Мать Жуковского Анна Николаевна, урождённая  Стечкина (1817-1912) была родной сестрой деда Бориса Сергеевича, Якова Николаевича (1819-1875).
- Отец — Сергей Яковлевич Стечкин (Соломин), русский писатель-фантаст.
- Жена — Ирина Николаевна Стечкина, урождённая Шилова (1898—1958), дочь физхимика Н. А. Шилова и Веры Николаевны Абрикосовой (1875—1942), дочери предпринимателя Н. А. Абрикосова
  - Сын — Сергей Борисович Стечкин, математик, профессор МГУ.
    - Внук — Борис Сергеевич Стечкин, математик, сотрудник МИАН, академик Академии космонавтики.

  - Дочь — Ирина Борисовна Стечкина, физик, кандидат физико-математических наук, ведущий научный сотрудник Института атомной энергии имени И. В. Курчатова
  - Дочь — Вера Борисовна Стечкина, в замужестве Пахомова  (1922—2010)
- Сестра — Александра Сергеевна Стечкина (1887—1963)
- Брат — Яков Сергеевич Стечкин (1889—1955), его сын (племянник Б. С.) Игорь Яковлевич Стечкин, известный изобретатель, оружейник, создатель автоматического пистолета Стечкина.

## Труды
- Стечкин Б. С. Теория тепловых двигателей: Изобранные труды. М.: Наука, 1977. — 410 с.: ил. — Список опубл. тр. Б. С. Стечкина. — С. 405—407 (64 назв.).
- Стечкин Б. С. Избранные труды. М.: Физматлит, 2005. — 488 с. — ISBN 5-9221-0587-6